# Increase Sumner

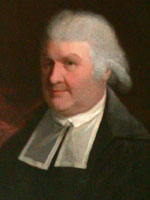
Increase Sumner

Increase Sumner (* 27. November 1746 in Roxbury, Province of Massachusetts Bay; † 7. Juni 1799 in Boston, Massachusetts) war ein US-amerikanischer Politiker und Jurist, der der Föderalistischen Partei angehörte.
Increase Sumner besuchte die Harvard University, an der er 1767 seinen Abschluss machte. Nach der Aufnahme in die Anwaltskammer im Jahr 1770 begann er in Roxbury als Jurist zu praktizieren. Ab 1776 war er politisch tätig: zunächst als Abgeordneter im Repräsentantenhaus von Massachusetts bis 1780, anschließend als Mitglied des Staatssenats bis 1782. Außerdem gehörte er im Jahr 1780 dem Verfassungskonvent von Massachusetts an.
Von 1782 bis 1797 fungierte Sumner als Richter am Massachusetts Supreme Court. Während dieser Zeit nahm er 1788 als Delegierter an der Versammlung teil, die für Massachusetts die Verfassung der Vereinigten Staaten ratifizierte. 1791 wurde er in die American Academy of Arts and Sciences gewählt. Ab dem 3. April 1797 hatte Sumner nach erfolgreicher Wahl den Posten des Gouverneurs von Massachusetts inne. Er wurde zweimal bestätigt und starb am 7. Juni 1799 im Amt. Sein Vizegouverneur Moses Gill rückte nach, starb jedoch ebenfalls vor Ende seiner Amtszeit. Daraufhin nahm der Governor’s Council unter Führung von Thomas Dawes die Aufgaben des Gouverneurs wahr, ehe mit Caleb Strong wieder ein gewählter Nachfolger zur Verfügung stand.
Increase Sumner, nach dem die Stadt Sumner in Maine benannt ist, wurde auf dem Granary Burying Ground in Boston beigesetzt. Sein Sohn, General William H. Sumner, wurde ein bekannter Soldat.